# Барышников, Александр Иванович
Алекса́ндр Ива́нович Бары́шников (1893—1976) — советский инженер, специалист в области строительства тоннелей.

## Биография
Родился 8 (20) августа 1893 года в купеческой семье Ивана Яковлевича и Елизаветы Андреевны Барышниковых. Родители его матери Андрей Александрович Лапин и Елена Моисеевна были почётными гостями у купцов Елисеевых.
Окончил Петроградский политехнический институт (1920). 
В 1924—1931 годах руководил строительством горных и железнодорожных тоннелей в районе Днепропетровска и на линии Баку — Джульфа. В 1932—1938 — начальник строительства подземных станций 1-й и 2-й очереди Московского метрополитена. в 1935 году был награждён орденом Ленина.
В 1939—1941 годах — главный инженер и в 1942—1943 годах — начальник Метропроекта. В 1941 году работал на строительстве метро в Ленинграде. В 1944—1949 годах — главный инженер Главтоннельметростроя, в 1949—1952 годах — главный инженер строительства Московского метрополитена. В 1952—1961 годах — главный специалист по тоннелестроению и метростроению Метрогипротранса. За внедрение при строительстве Московского метрополитена щитового метода проходки тоннелей стал лауреатом Сталинской премии 2-й степени (1947).
Непосредственный руководитель строительства станций Московского метро «Библиотека имени Ленина», «Площадь Дзержинского» и «Динамо».
Действительный член АСА СССР (1956). Член ВКП(б) с 1946 года.
Умер в мае 1976 года. Похоронен в Москве на Введенском кладбище (уч. 19).

## Сочинения
- Способы временного восстановления тоннелей. — М.: Трансжелдориздат, 1945. — 44 с., 2 л. черт.
- Краткое руководство по проектированию и постройке железнодорожных горных тоннелей / А. И. Барышников ; Под ред. ген.-дир. пути и строит-ва II ранга М. А. Самодурова. — М.Москва : изд-во и 1-я тип. Трансжелдориздата, 1946. — 64 с. : ил.
- Причины разрушения тоннельной отделки и методы её оздоровления // «Техника железных дорог». — 1947. — № 2.